# Murrumbidgee

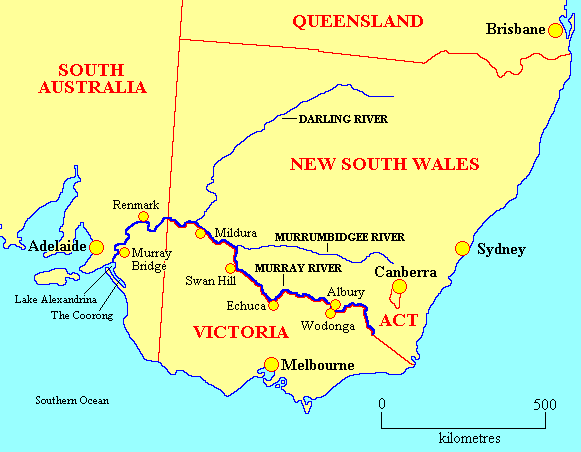
Kaart met de loop van de Murrumbidgee

De Murrumbidgee is een rivier in New South Wales in Australië. Murrumbidgee is een woord uit de Aboriginals-taal Wiradjuri en betekent 'groot water' of 'een zeer goede plaats' of 'weg gaat hierheen'.
De rivier begint in de Snowy Mountains en mondt uit in de Murray waarvan ze, met een totaallengte van 900 km, de belangrijkste zijrivier van is.
De rivier overstroomde vele malen. In 1960 werd de Tantangara-dam gebouwd. Dit had een groot effect op de dieren die in het water leefden.